# Лоу, Джуд
Дэ́вид Джуд Хе́йворт Ло́у (англ. David Jude Heyworth Law — Джуд Ло; род. 29 декабря 1972[…], Луишем, Лондон, Англия, Великобритания) — британский актёр театра, кино и телевидения. Наибольшую известность приобрёл после фильмов «Талантливый мистер Рипли» (1999, премия BAFTA за лучшую мужскую роль второго плана; 2000, номинации на «Оскар» — лучшая мужская роль второго плана), «Холодная гора» (2003, номинации на «Оскар» и «Золотой глобус»), «Близость» (2004), а также «Шерлок Холмс» (2009, номинация на премию «Сатурн»).

## Биография
Родился 29 декабря 1972 года на юго-востоке Лондона (Великобритания) в семье школьных учителей Питера и Мэгги Лоу. Джуда назвали в честь песни The Beatles «Hey Jude». Его отец работал учителем младших классов, а мать преподавала английский язык детям беженцев. Джуд был вторым ребёнком в семье и до четырнадцати лет учился в обычной школе, но затем из-за издевательств одноклассников родители были вынуждены перевести его в частную школу в Далвиче. В настоящее время родители Джуда владеют театральной компанией во Франции, а старшая сестра Наташа работает фотографом.

### Первые роли
Родители Джуда любили театр и поощряли проявившееся довольно рано стремление сына выступать на сцене. Так, уже в возрасте шести лет он исполнил свою первую роль в детском спектакле, а в двенадцать стал членом труппы Национального музыкального юношеского театра. В 1986 году Лоу дебютировал на телевидении, появившись в одном из скетчей передачи для подростков «Карманные деньги». В возрасте семнадцати лет он продолжил свою телевизионную карьеру, сыграв конюха в фильме «Глостерский портной» по рассказу-сказке писательницы Беатрисы Поттер. В том же году он бросил школу и приступил к съёмкам в телесериале «Семьи», где исполнил роль неблагополучного подростка Нэйтана Томпсона. Далее на протяжении двух лет Лоу был в основном занят на театральных подмостках — гастролировал по Италии со спектаклем «Пигмалион», в 1991 году снялся в эпизодической роли в телесериале про Шерлока Холмса, затем дебютировал на лондонской сцене в постановке «Самые быстрые часы во Вселенной», лучшей театральной премьере 1992 года по версии журнала Time Out.

### Начало карьеры
В 1992 году Джуд принял участие в короткометражном фильме «The Crane» в рамках проекта Британского института кинематографии, а в 1994 году впервые получил главную роль в кино, снявшись в молодёжном криминальном триллере «Шоппинг» Пола Андерсона — фильме о молодых хулиганах, которые в погоне за острыми ощущениями угоняли дорогие автомобили и разбивали их о витрины магазинов. Эта картина провалилась в прокате, однако на съёмках Джуд познакомился со своей будущей женой Сэди Фрост («Дракула Брэма Стокера»), которая играла Джо, подругу его героя Билли.
Затем Лоу вернулся в театр, появившись в постановках: «Снежная орхидея», «Живут как свиньи» и «Смерть коммивояжёра». В 1994 году он принял участие в трагикомедии «Ужасные родители» по пьесе Жана Кокто — эта работа имела скандальный оттенок, так как всю первую сцену второго акта, где его персонаж принимал ванну, Джуд играл обнажённым. «Ужасные родители» принесли ему первые заметные симпатии зрителей и номинацию на премию Лоренса Оливье за лучший театральный дебют.
В 1995 году постановка под новым названием «Нескромность» отправилась за океан, где партнёршей Джуда на подмостках Бродвея стала знаменитая Кэтлин Тёрнер. «Нескромность» прошла в США с большим успехом — Лоу был номинирован сначала на премию Тони как лучший актёр второго плана, а затем как лучший начинающий актёр на премию Иэна Чарлсона (в том числе за участие в спектакле «Иона» по пьесе древнегреческого драматурга Еврипида).
Вслед за театральным успехом пришли первые удачные работы в кино, во многом определившие его актёрское амплуа. В 1996 году Лоу принял участие в съёмках мелодрамы «Люблю тебя, не люблю тебя», затем последовала второстепенная роль в драме «Склонность» о преследовании гомосексуальных мужчин в нацистской Германии.
В 1997 году Джуд снялся в биографической драме «Уайльд». Знаменитого писателя и поэта Викторианской эпохи Оскара Уайльда сыграл известный британский актёр Стивен Фрай, а Лоу исполнил роль изнеженного аристократа Бози, лорда Альфреда Дугласа, возлюбленного и близкого друга писателя. Эта работа принесла Лоу награду таблоида Evening Standard за лучший дебют.

### Голливуд
После успеха в Великобритании Лоу за короткое время снялся в нескольких голливудских картинах. В 1997 году он сыграл роль парализованного инвалида Джерома Морроу в фантастическом триллере «Гаттака». Его партнёрами на съёмочной площадке были Ума Турман и Итан Хоук, а оригинальную музыку к фильму написал британский композитор-минималист Майкл Найман. По сюжету Джером Морроу помог персонажу Хоука осуществить заветную мечту — полёт в космос. Несмотря на благожелательные отзывы критиков, фильм провалился в прокате, собрав всего 12 с половиной миллионов долларов при бюджете около 36 миллионов. Далее последовали картины «Полночь в саду добра и зла» (1997) — криминальная драма Клинта Иствуда по одноимённому роману Джона Берендта, где Лоу играл Билли Хэнсона, незадачливого любовника персонажа Кевина Спейси — и романтическая комедия «Музыка из другой комнаты» (1998).
2 сентября 1997 года двадцатипятилетний Лоу женился на тридцатидвухлетней актрисе Сэди Фрост, с которой познакомился за три года до этого на съёмках «Шоппинга». Свадьба состоялась в Англии, на барже посреди канала Гранд-Юнион, соединяющего реки Темзу и Трент. В том же 1997 году Джуд Лоу совместно с женой и несколькими британскими актёрами — Юэном Макгрегором, Шоном Пертви и другими — организовал собственную кинокомпанию Natural Nylon (от слияния названия городов NY и London). Компания просуществовала до 2004 года и продюсировала среди прочих фильмы «Экзистенция», «Собственность Махоуони», «Небесный Капитан и мир будущего». После короткого творческого отпуска Лоу вернулся к работе и в 1998 году вместе с Сэди снялся в непримечательной драме «Окончательный монтаж».
Далее последовала более удачная работа в Великобритании — триллер «Мудрость крокодилов» (1998, в американском прокате шёл под названием «Immortality»), в котором Лоу исполнил роль красавца-вампира, соблазняющего женщин в поисках идеальной возлюбленной. В следующем году Лоу снялся в фантастическом триллере Дэвида Кроненберга «Экзистенция» вместе с такими известными актёрами как Дженнифер Джейсон Ли, Иэн Холм и Уиллем Дефо. В том же 1999 году Лоу появился в небольшой роли секретаря в костюмной драме «Присутствие духа» по новелле американского писателя Генри Джеймса «Поворот винта».
Занимаясь своей голливудской карьерой, Джуд Лоу не отказывался от участия в проектах у себя на родине. В 1999 году он пробует себя в режиссуре и снимает один из эпизодов фильма «Истории подземки» для британского телеканала Sky TV. В работе над этой картиной, состоящей из девяти новелл, основанных на реальных случаях в лондонском метро, помимо Лоу участвовали Юэн Макгрегор, Стивен Хопкинс, Боб Хоскинс и другие постановщики.

### Первый крупный успех
Хотя предыдущие работы Лоу в кино были относительно удачны, первое настоящее признание он получил, снявшись в 1999 году в ленте Энтони Мингеллы «Талантливый мистер Рипли», где его партнёрами были такие же молодые актёры Мэтт Деймон и Гвинет Пэлтроу. В этом психологическом триллере по одноимённому роману Патриции Хайсмит Лоу исполнил роль богатого прожигателя жизни Дикки Гринлифа, объекта зависти и желания Тома Рипли, героя Мэтта Деймона. Картина имела грандиозный успех. При бюджете в 40 миллионов долларов она собрала в прокате 81 миллион, завоевала признание зрителей и высокую оценку критиков, которые писали, что Лоу удалось точно передать образ высокомерного Дикки — притягательного и в то же время вызывающего неприязнь. За игру в «Талантливом мистере Рипли» Джуд был номинирован на несколько престижных кинопремий (в том числе на «Оскар» и «Золотой глобус») и в итоге получил премию Британской Академии кино и телевидения как лучший актёр второго плана.

### Продолжение карьеры
В 2000 году Лоу вновь работал в Великобритании, снимаясь вместе с Сэди в гангстерской комедии «Лондонские псы» в роли племянника одного из криминальных боссов Северного Лондона. Фильм продюсировала компания «Natural Nylon». Выйдя на экраны 9 февраля 2001 года, «Лондонские псы» с треском провалились в прокате.

В роли советского снайпера Василия Зайцева («Враг у ворот», 2001)

Задержавшись на родине, чтобы принять участие в постановке «Как жаль, что она шлюха» лондонского театра Янг-Вик, Лоу вернулся в Голливуд и в 2001 году снялся в военной драме Жан-Жака Анно «Враг у ворот». Действие фильма, в основе которого лежали реальные события, происходит в СССР 1942 года. На фоне битвы за Сталинград разворачивается история о драматическом поединке двух снайперов — легендарного Василия Зайцева, роль которого и исполнил Лоу, и майора Кёнига, лучшего стрелка вермахта (Эд Харрис). Несмотря на относительный успех в прокате, фильм был довольно сдержанно принят критиками, особенно в России — из-за многочисленных исторических «ляпов» и несоответствий, хорошо заметных российскому зрителю.
В том же 2001 году Лоу принял предложение Стивена Спилберга принять участие в фантастической драме «Искусственный разум» — картине, которую на протяжении двадцати пяти лет хотел, но не успел снять Стэнли Кубрик. В этом фильме о брошенном приёмными родителями ребёнке-роботе, мечтающем стать настоящим мальчиком, Лоу исполнил роль Жиголо Джо — робота-любовника, запрограммированного доставлять женщинам удовольствие. Игра Лоу, которому всегда удавались роли соблазнителей, была на высоте и заслуженно получила номинацию на «Золотой глобус» и другие премии. При бюджете в 100 миллионов долларов сборы фильма в мировом прокате превысили 230 миллионов. Лоу также довелось исполнить балет в фильме.
Далее последовала работа в криминальной драме Сэма Мендеса «Проклятый путь» (2002), где кроме Лоу снялись такие звезды, как Том Хэнкс и Пол Ньюман.
Благодаря этому фильму Лоу удалось раздвинуть границы своего обычного амплуа — роль неряшливого, с редеющими волосами наёмного убийцы Харлена Магуайра резко контрастировала с его предыдущими работами в кино. Фильм, премьера которого состоялась 12 июля 2002 года, с успехом прошёл в кинотеатрах и был неоднократно номинирован на получение престижных наград.

В роли солдата Инмана (с Николь Кидман, «Холодная гора», 2003)

2003 год оказался не менее успешен для актёра, несмотря на то, что он был задействован всего в одной картине — эпической драме Энтони Мингеллы «Холодная гора» по одноимённому роману американского новеллиста Чарльза Фрейзера. Работа с Мингеллой однажды уже принесла Джуду признание, и на сей раз успех был не меньшим. Партнёршами Лоу были известные актрисы Николь Кидман и Рене Зеллвегер. Действие фильма происходит во время Гражданской войны между северными и южными штатами Америки. Герой Лоу, воюющий на стороне южан солдат Инман, после тяжёлого ранения дезертирует с фронта и отправляется в родные края, где ещё до войны встретил Аду Монро (Николь Кидман) и полюбил её. Снятая с соблюдением всех голливудских приёмов и штампов, лента с большим успехом прошла в кинотеатрах по всему миру, собрав в конечном итоге 173 миллиона долларов, но получила невысокую оценку критиков. Они писали, что, несмотря на душещипательный сюжет, между героями Лоу и Кидман не вспыхнуло искры, которая была необходима, чтобы сделать историю их любви убедительной. Тем не менее «Холодная гора» была выдвинута на множество премий как лучший фильм 2003 года, а Лоу номинировался на «Оскар» и «Золотой глобус» как лучший актёр.

### Развод с Сэйди Фрост
В то время как карьера Лоу стремительно развивалась (за роль Инмана он получил 10 миллионов долларов), в личной жизни актёра назревал кризис. Его брак с Сэйди Фрост, которая родила Джуду дочь Айрис и сына Рафферти, был на грани распада в основном от того, что Лоу не уделял жене должного внимания. Когда в 2002 году у супругов родился сын Руди, Джуд из-за плотного графика съёмок смог провести с женой и новорождённым всего четыре дня.
Напряжение между супругами возросло после спекуляций в прессе о связи Лоу с Николь Кидман, его партнёршей по фильму «Холодная гора», недавно расставшейся с мужем Томом Крузом. Несмотря на то, что оба актёра отрицали все слухи о своём романе — Кидман даже подала на британские таблоиды The Sun и Daily Mail в суд, выиграла иск о клевете и добилась публичного извинения, — в 2003 году Джуд и Сэди развелись.
На бракоразводном процессе Сэйди обвинила мужа в том, что из-за его безрассудного поведения у неё началась сильнейшая послеродовая депрессия. В довершение в семье Лоу едва не случилась трагедия — его маленькая дочь Айрис съела таблетку экстази, которую нашла на полу во время детского праздника, и была госпитализирована. На протяжении 2003 года имя Лоу не сходило со страниц бульварных газет, которые обсуждали историю его развода с Сэйди Фрост и подробности нового романа с актрисой Сиенной Миллер, которую Джуд встретил во время кастинга актёров на фильм «Красавчик Алфи, или Чего хотят мужчины».

### Новый взлёт
В 2004 году карьера Лоу пережила новый подъём — он был задействован в шести фильмах. Участие в двух лентах было эпизодическим — Лоу сыграл знаменитого актёра Эролла Флинна в биографической драме Мартина Скорсезе «Авиатор» и исполнил роль писателя Лемони Сникета в фильме «Лемони Сникет: 33 несчастья», где выразительно прочитал закадровый текст фильма. Далее последовала роль в эксцентрической комедии «Взломщики сердец», где вместе с Джудом снялись Дастин Хоффман, Лили Томлин и Наоми Уоттс.
Главная роль досталась Лоу в фантастическом фильме «Небесный Капитан и мир будущего», снятом в стиле ретрофэнтези, — он исполнил роль отважного лётчика Джо Салливана по прозвищу Небесный Капитан, помогающего раскрыть заговор безумного учёного и спасти Нью-Йорк конца 30-х годов от нашествия гигантских роботов-разрушителей. Партнёршами Лоу на съёмочной площадке были Гвинет Пэлтроу и Анджелина Джоли. Но, несмотря на яркую стилизацию и звёздный состав, «Небесный Капитан» не снискал особой популярности у зрителей и не оправдал ожиданий — при бюджете в 70 миллионов долларов (по другим источникам — 40 млн.) мировые сборы составили всего 57 миллионов.
Также в 2004 году Лоу появился на киноэкранах в любимом зрителями амплуа — в роли галантного ловеласа Алфи, разбивающего женские сердца. Мелодрама «Алфи» (в России прокатчики выпустили фильм под названием «Красавчик Алфи, или Чего хотят мужчины») была ремейком одноимённого фильма 1966 года, где главную роль блестяще исполнил Майкл Кейн. Возлюбленных Лоу по фильму сыграли Сьюзан Сарандон, Мариса Томей и Сиенна Миллер, настоящая подруга актёра. Критики сдержанно оценили актёрскую игру Лоу. Сравнивая ремейк с оригиналом, они резюмировали, что, хотя Лоу внешне и привлекательнее Кейна, игра последнего отличалась бо́льшей остротой.
Шестым фильмом этого года для Лоу стала психологическая драма «Близость», снятая Майком Николсом по популярной театральной пьесе Патрика Марбера. Фильм, в котором истории любви переплетаются с изменами, рассказывает о запутанных и мучительных отношениях четырёх главных героев — Дэна (Лоу), Элис (Натали Портман), Анны (Джулия Робертс) и Ларри (Клайв Оуэн). Фильм получил достаточно высокую оценку критиков. «Близость» снискала большую популярность в прокате, собрав 115 миллионов долларов прибыли против 27 миллионов, затраченных на производство.
Кроме того, в 2004 году Лоу должен был вместе с Кирой Найтли принять участие в костюмированной драме «Тюльпановая лихорадка» — фильме по мотивам одноимённого романа Деборы Моггач о любви бедного художника и жены богатого торговца в Амстердаме XVII века. Однако этот проект был отложен.
В августе 2005 года Сиенна Миллер рассталась с Лоу, узнав о том, что он изменил ей с няней своих детей. В ноябре того же года они помирились, но ненадолго и опять разошлись в январе 2006 года. В ноябре 2009 года они снова возобновили свои отношения.
В 2005 году Лоу приступил к съёмкам в ремейке оскароносного фильма «Вся королевская рать» (1949) по роману Роберта Пенна Уоррена, написанного по мотивам биографии губернатора Луизианы Хью Лонга. Помимо Лоу, исполнившего роль журналиста Джека Бердена, в фильме снялись Шон Пенн, Кейт Уинслет и другие актёры. Премьера фильма была запланирована на 16 декабря 2005 года, но руководство кинокомпании «Sony Pictures» перенесло её на 2006 год.
В декабре 2006 года на экраны вышел фильм Энтони Мингеллы «Взлом и проникновение» — драматическая история о взаимоотношениях ландшафтного архитектора Уилла (Лоу) и загадочной мусульманки Амиры, сын которой пробрался в его офис (её роль исполнила французская актриса Жюльет Бинош). Также Лоу завершил съёмки в романтической комедии «Отпуск по обмену» о любовных неурядицах двух молодых женщин (героинь Кэмерон Диас и Кейт Уинслет), где исполнил роль обаятельного англичанина Грэма.
В 2009 году, вместе с Джонни Деппом и Колином Фарреллом, доиграл роль умершего Хита Леджера в фильме «Воображариум доктора Парнаса».
В конце 2009 года в мировой кинопрокат вышел фильм режиссёра Гая Ричи «Шерлок Холмс», в котором Джуд Лоу сыграл друга Холмса — Доктора Ватсона. Партнёром по фильму стал Дауни-младший. Фильм основан не на оригинальных произведениях Артура Конан Дойля. За основу взяты наброски комиксов Лайонела Уигрэма, в которых акцент делался на Холмсе-авантюристе, а не на его феноменальном умении использовать дедуктивный метод.

### Новые проекты
Джуд Лоу завершил работу в фильмах «Хранитель времени» и «Заражение», где он играл в основных ролях. Оба фильма вышли в широкий прокат в конце 2011 года. 14 декабря 2011 года вышел второй фильм о Шерлоке Холмсе студии Warner Bros., где Джуд Лоу вновь сыграл доктора Ватсона.
С осени 2011 года по весну 2012 Джуд Лоу был занят на съёмках в новой экранизации классического романа Льва Толстого «Анна Каренина» английского режиссёра Джо Райта, где исполнил роль Алексея Каренина, мужа Анны. Премьера состоялась 7 сентября 2012 года.
В 2012 году вышел полнометражный анимационный фильм «Хранители снов», где Джуд Лоу озвучил одного из персонажей.
В начале 2013 года вышел в прокат фильм «Побочный эффект», где Лоу сыграл одну из главных ролей — доктора Джонатана Бэнкса. В 2014 году вышло несколько фильмов с участием Лоу: "Отель «Гранд Будапешт», «Черное море» и «Дом Хемингуэй».
В 2015 году вышел фильм «Шпион», в котором Лоу сыграл агента ЦРУ Брэдли.
3 сентября 2016 года на канале HBO вышел пилот сериала «Молодой Папа», рассказывающего историю римского папы Пия XIII (италоамериканца Ленни Белардо). Роль папы исполняет Лоу. С первых же серий сериал полюбился и зрителям, и критикам. 20 октября стало известно, что началась разработка второго сезона.
12 апреля 2017 года стало известно, что Джуд Лоу сыграет молодого Альбуса Дамблдора в сиквеле фильма «Фантастические твари и где они обитают». На эту роль также рассматривались другие известные британские актёры: Кристиан Бейл, Бенедикт Камбербэтч, Марк Стронг и Джаред Харрис, сын Ричарда Харриса, исполнившего роль профессора Дамблдора в первых двух фильмах о Гарри Поттере. Также, весной 2017 года состоялась премьера фильма Гая Ричи «Меч короля Артура», в котором Лоу досталась роль короля Вортигерна. А в марте 2019 года на экраны вышел супергеройский фильм «Капитан Марвел». Джуд Лоу предстал в нём в образе Йона-Рогга, лидера «Звёздной силы».
В октябре 2019 года в российский прокат вышла романтическая комедия Вуди Аллена «Дождливый день в Нью-Йорке», где Джуд Лоу исполнил одну из главных ролей. В картине также сыграли Тимоти Шаламе, Эль Фэннинг, Селена Гомес, Диего Луна и Лев Шрайбер.

## Личная жизнь
- Первая жена (1997—2003) — Сэйди Фрост, актриса.
  - сын Рафферти (Рафф) Лоу[28] (род. 6 октября 1996)
  - дочь Айрис Лоу (род. 25 октября 2000)
  - сын Руди Индиан Отис Лоу (род. 10 сентября 2002)
- С октября 2003 года[19] по октябрь 2006 года[29] Лоу встречался с актрисой Сиенной Миллер[30]. В декабре 2009 года пара возобновила отношения (предположительно, причиной этому стало совместное участие Лоу и Миллер в нескольких бродвейских шоу осенью 2009 года)[31]. Рождество 2009 года актёры провели на Барбадосе, вместе с тремя детьми Лоу[32]. В феврале 2011 года пара вновь рассталась[33].
- В 2008 году имел непродолжительные отношения с новозеландской моделью Самантой Бёрк.
  - дочь София Лоу (род. 22 сентября 2009 года)[34][35][36].
- В течение лета 2014 года[37] состоял в отношениях с певицей Кэтрин Хардинг.
  - дочь Ада Лоу (род. 16 марта 2015 года).
- Вторая жена (2019 — н.в.) — Филиппа Коэн. Гражданская церемония прошла 30 апреля 2019 года в мэрии в центре Лондона[38][39]. Они начали встречаться в 2015 году[40].
  - ребёнок (род. 15 сентября 2020 года)[41]. Имя и пол ребёнка супруги не раскрывают. Впервые о прибавлении в семействе актёр сообщил в сентябре 2020 года во время дистанционного интервью у Джимми Фэллона[42][43].
  - ребёнок, имя и пол также неизвестны. Новости о рождении у супругов второго ребёнка появились в феврале 2023 года[44].

## Творчество

### Фильмография
| Год       |    | Русское название                                  | Оригинальное название                           | Роль                               |
| --------- | -- | ------------------------------------------------- | ----------------------------------------------- | ---------------------------------- |
| 1989      | тф | The Tailor of Gloucester                          | The Tailor of Gloucester                        | конюх мэра Сэм (короткометражный)  |
| 1989      | тф | Брошенный ребёнок                                 | The Ragged Child                                | Энтони Эшли Купер                  |
| 1990      | с  | Семьи                                             | Families                                        | Нэйтан Томпсон                     |
| 1991      | с  | Приключения Шерлока Холмса                        | The Adventures of Sherlock Holmes               | Джо Барнс                          |
| 1993      | тф | Маршал                                            | The Marshal                                     | Бруно                              |
| 1994      | ф  | The Crane                                         | The Crane                                       | молодой мужчина (короткометражный) |
| 1994      | ф  | Шоппинг                                           | Shopping                                        | Билли                              |
| 1996      | ф  | Люблю тебя, не люблю тебя                         | I Love You, I Love You Not                      | Итан                               |
| 1997      | ф  | Склонность                                        | Bent                                            | штормовик                          |
| 1997      | ф  | Уайльд                                            | Wilde                                           | лорд Альфред Дуглас                |
| 1997      | ф  | Гаттака                                           | Gattaca                                         | Джером Юджин Морроу                |
| 1997      | ф  | Полночь в саду добра и зла                        | Midnight in the Garden of Good and Evil         | Билли Хэнсон                       |
| 1998      | ф  | Музыка из другой комнаты                          | Music from Another Room                         | Дэнни                              |
| 1998      | ф  | Окончательный монтаж                              | Final Cut                                       | Джуд                               |
| 1998      | ф  | Мудрость крокодилов                               | The Wisdom of Crocodiles                        | Стивен                             |
| 1999      | ф  | Экзистенция                                       | eXistenZ                                        | Тед Пайкл                          |
| 1999      | ф  | Присутствие духа                                  | Presence of Mind                                | секретарь                          |
| 1999      | ф  | Талантливый мистер Рипли                          | The Talented Mr. Ripley                         | Дикки Гринлиф                      |
| 2000      | ф  | Лондонские псы                                    | Love, Honour and Obey                           | Джуд                               |
| 2001      | ф  | Враг у ворот                                      | Enemy at the Gates                              | Василий Зайцев                     |
| 2001      | ф  | Искусственный разум                               | A.I. Artificial Intelligence                    | жиголо Джо                         |
| 2002      | ф  | Проклятый путь                                    | Road to Perdition                               | Харлен Магуайр                     |
| 2003      | ф  | Холодная гора                                     | Cold Mountain                                   | Инман                              |
| 2004      | ф  | Взломщики сердец                                  | I Heart Huckabees                               | Брэд Стэнд                         |
| 2004      | ф  | Небесный Капитан и мир будущего                   | Sky Captain and the World of Tomorrow           | Джо Салливан                       |
| 2004      | ф  | Красавчик Алфи, или Чего хотят мужчины            | Alfie                                           | Алфи                               |
| 2004      | ф  | Близость                                          | Closer                                          | Дэн                                |
| 2004      | ф  | Лемони Сникет: 33 несчастья                       | Lemony Snicket’s A Series of Unfortunate Events | Лемони Сникет                      |
| 2004      | ф  | Авиатор                                           | The Aviator                                     | Эррол Флинн                        |
| 2006      | ф  | Вся королевская рать                              | All the King’s Men                              | Джек Берден                        |
| 2006      | ф  | Вторжение                                         | Breaking and Entering                           | Уилл                               |
| 2006      | ф  | Отпуск по обмену                                  | The Holiday                                     | Грэм                               |
| 2007      | ф  | Мои черничные ночи                                | My Blueberry Nights                             | Джереми                            |
| 2007      | ф  | Сыщик                                             | Sleuth                                          | Майло Тиндл                        |
| 2009      | ф  | Гнев                                              | Rage                                            | Минкс                              |
| 2009      | ф  | Воображариум доктора Парнаса                      | The Imaginarium of Doctor Parnassus             | Тони, 2-я трансформация            |
| 2009      | ф  | Шерлок Холмс                                      | Sherlock Holmes                                 | Доктор Ватсон                      |
| 2010      | ф  | Потрошители                                       | Repo Men                                        | Реми                               |
| 2011      | ф  | 360                                               | 360                                             | Майкл Дэли                         |
| 2011      | ф  | Хранитель времени                                 | Hugo Cabret                                     | отец Хьюго                         |
| 2011      | ф  | Заражение                                         | Contagion                                       | Алан Крумвьед                      |
| 2011      | ф  | Шерлок Холмс: Игра теней                          | Sherlock Holmes: A Game of Shadows              | Доктор Ватсон                      |
| 2012      | мф | Хранители снов                                    | Rise Of The Guardians                           | Питч, Повелитель ночных кошмаров   |
| 2012      | ф  | Анна Каренина                                     | Anna Karenina                                   | Алексей Каренин                    |
| 2013      | ф  | Побочный эффект                                   | Side Effects                                    | доктор Джонатан Бэнкс              |
| 2013      | ф  | Дом Хемингуэй                                     | Dom Hemingway                                   | Дом Хемингуэй                      |
| 2014      | ф  | Отель «Гранд Будапешт»                            | The Grand Budapest Hotel                        | молодой писатель                   |
| 2014      | ф  | Чёрное море                                       | Black Sea                                       | капитан Робинсон                   |
| 2015      | ф  | Шпион                                             | Spy                                             | Бредли Файн                        |
| 2016      | ф  | Гений                                             | Genius                                          | Томас Вулф                         |
| 2016      | с  | Молодой Папа                                      | The Young Pope                                  | Ленни Белардо / Пий XIII           |
| 2017      | ф  | Меч короля Артура                                 | King Arthur: Legend of the Sword                | Вортигерн                          |
| 2017—2018 | мс | Нео Йокио                                         | Neo Yokio                                       | Чарльз                             |
| 2018      | ф  | Голос люкс                                        | Vox Lux                                         | менеджер                           |
| 2018      | ф  | Фантастические твари: Преступления Грин-де-Вальда | Fantastic Beasts: The Crimes of Grindelwald     | Альбус Дамблдор                    |
| 2019      | ф  | Капитан Марвел                                    | Captain Marvel                                  | Йон-Рогг                           |
| 2019      | ф  | Дождливый день в Нью-Йорке                        | A Rainy Day in New York                         | Тед Дэвидофф                       |
| 2019—2020 | с  | Новый Папа                                        | The New Pope                                    | Ленни Белардо / Пий XIII           |
| 2020      | ф  | Ритм-секция                                       | The Rhythm Section                              | Би                                 |
| 2020      | ф  | Гнездо                                            | The Nest                                        | Рори                               |
| 2020      | с  | Третий день                                       | The Third Day                                   | Сэм                                |
| 2022      | ф  | Фантастические твари: Тайны Дамблдора             | Fantastic Beasts 3                              | Альбус Дамблдор                    |
| 2023      | ф  | Питер Пэн и Венди                                 | Peter Pan & Wendy                               | Капитан Крюк                       |
| 2023      | ф  | Игра королевы                                     | Firebrand                                       | Генрих VIII                        |
| 2023      | мс | Что, если…?                                       | What If…?                                       | Йон Рогг                           |
| 2024      | ф  | Безмолвное братство                               | The Order                                       | Терри Хаск                         |
| 2024      | ф  | Эдем                                              | Eden                                            | доктор Фридрих Риттер              |
| 2024—2025 | с  | Звёздные войны: Опорная команда                   | Skeleton Crew                                   | Джод На Нейвуд                     |
| 2025      | ф  | Кремлёвский волшебник                             | The Wizard of the Kremlin                       | Владимир Путин                     |
| 2025      | с  | Чёрный кролик                                     | Black Rabbit                                    | Джейк Фридкен                      |
|           | ф  | Шерлок Холмс 3                                    | Sherlock Holmes 3                               | Доктор Ватсон                      |
|           | с  | Дикие создания                                    | Wild Things                                     | Зигфрид Фишбахер                   |

### Работы на сцене
| Год  | На русском языке                                 | На языке оригинала                            | Роль             |
| ---- | ------------------------------------------------ | --------------------------------------------- | ---------------- |
| 1987 | Строение кузова                                  | Bodywork                                      | Адреналин        |
| 1988 | Маленькие крысята                                | The Little Rats                               |                  |
| 1988 | Брошенный ребёнок                                | The Ragged Child                              | разные роли      |
| 1989 | Иосиф и его удивительный, разноцветный плащ снов | Joseph and the Amazing Technicolour Dreamcoat | Иосиф            |
| 1989 | Кавказский меловой круг                          | The Caucasian Chalk Circle                    |                  |
| 1990 | Капитан Стирик                                   | Captain Stirrick                              | Нед Стирик       |
| 1992 | Самые быстрые часы во Вселенной                  | The Fastest Clock in The Universe             | Фокстрот Дарлинг |
| 1992 | Пигмалион                                        | Pygmalion                                     | Фредди           |
| 1993 | Снежная орхидея                                  | The Snow Orchid                               | Блейзи           |
| 1993 | Живут как свиньи                                 | Live Like Pigs                                | Кол              |
| 1993 | Смерть коммивояжёра                              | Death of a Salesman                           | Хэппи            |
| 1994 | Ужасные родители                                 | Les Parents Terribles                         | Майкл            |
| 1995 | Нескромность                                     | Indiscretions                                 | Майкл            |
| 1995 | Иона                                             | Ion                                           | Иона             |
| 1999 | Как жаль, что она шлюха                          | Tis Pity She’s a Whore                        | Джованни         |
| 2002 | Доктор Фауст                                     | Doctor Faustus                                | Доктор Фауст     |
| 2009 | Гамлет                                           | Hamlet                                        | Гамлет           |
| 2011 | Анна Кристи                                      | Anna Christie                                 | Мэт Берк         |
| 2013 | Генрих V                                         | Henry V                                       | Генрих V         |
| 2015 | Голосование                                      | The Vote                                      | Колин Хендерсон  |
| 2017 | Одержимость                                      | Obsession                                     | Джино Коста      |

## Награды
Перечислены наиболее значительные награды и номинации актёра, см. полный список на IMDb.com.

### Победы
- BAFTA
  - 2000 — Лучший актёр второго плана (за фильм «Талантливый мистер Рипли»)

### Номинации
- Оскар
  - 1999 — Лучший актёр второго плана (за фильм «Талантливый мистер Рипли»)
  - 2003 — Лучший актёр (за фильм «Холодная гора»)
- Золотой глобус
  - 1999 — Лучший актёр второго плана (за фильм «Талантливый мистер Рипли»)
  - 2001 — Лучший актёр второго плана (за фильм «Искусственный разум»)
  - 2003 — Лучший актёр (за фильм «Холодная гора»)
  - 2017 — Лучший актёр в мини-сериале (за сериал «Молодой Папа»)

## Общественная деятельность
18 апреля 2021 года подписал открытое письмо Владимиру Путину с требованием допустить врача для осмотра Алексея Навального. Письмо подписали 77 западных писателей, режиссёров, актёров, журналистов и учёных, в том числе: Светлана Алексиевич, Стивен Фрай, Рэйф Файнс, Ванесса Редгрейв, Том Стоппард и Питер Сингер; в числе подписавших — пять лауреатов Нобелевской премии.